# Mendi Mengjiqi
Mendi Mengjiqi (ur. 3 czerwca 1958 w Lupç të Epërm w rejonie Podujeva) – albański kompozytor, kontrabasista i pedagog mieszkający i tworzący w Kosowie.

## Życiorys
W latach 1976–1980 uczył się w szkole muzycznej II stopnia, w Prisztinie (klasa kontrabasu i teorii muzyki), a następnie studiował w Akademii Muzycznej w Prisztinie (Wydział Teorii Muzyki), uzyskując dyplom w 1987. W latach 1988–1990 kontynuował studia muzyczne w Mariborze, ale musiał je przerwać i w 1991 przyjechał do Polski.
Ukończył studia na Akademii Muzycznej w Krakowie, w klasie prof. Zbigniewa Bujarskiego. Studia podyplomowe odbywał w latach 1996–1999 pod kierunkiem Krzysztofa Pendereckiego. Po ukończeniu studiów powrócił do Kosowa, gdzie prowadzi zajęcia na Wydziale Sztuki Uniwersytetu w Prisztinie. 
Jego debiutem kompozytorskim był utwór Pokan Qika na chór żeński, wkrótce potem napisał Medytacje na kontrabas i fortepian. Początkowo komponował lekkie utwory, nawiązujące do albańskiego folkloru. W 1999 napisał oratorium poświęcone Matce Teresie z Kalkuty. 23 kwietnia 2001 w Krakowie wykonano utwór Homagium Matri Teresiae, autorstwa Mengjiqiego. Jego dorobek artystyczny w ciągu 10 lat działalności kompozytorskiej obejmuje utwory symfoniczne, utwory orkiestrowe, a także oratoria i tańce. Jest także autorem muzyki do filmów: Anatema i Agnus Dei, w reżyserii Agima Sopiego oraz do filmu Osły na granicy Jetona Ahmetaja. 11 czerwca 2008 Parlament Kosowa przyjął nową wersję hymnu Kosowa, do którego muzykę skomponował Mengjiqi, w tym dniu doszło także do jego prawykonania.

## Nagrody i wyróżnienia
- 1980: złoty medal Związku Kompozytorów Jugosławii[3]
- 1987: Złota Okaryna na festiwalu Akordy Kosowa